# 鹿鼎记
《鹿鼎記》是香港作家金庸的最後一部長篇武俠小說作品，可以視為金庸創作的最高峰、最頂點。1969年10月24日至1972年9月23日連載於《明報》，共22回。小說故事發生在清初（1668年-1689年），以寫實主義、歷史引述和悲劇主題喜劇化的手法見稱，与《碧血劍》的情節有所關連。

## 故事梗概
康熙初年，浙江富紳莊允誠遭革職知縣吳之榮舉報，告發其子所編《明史》中使用前明年號。權臣鰲拜即大興文字獄，莊家遭全家抄斬，更牽連有份編修，以至買賣此籍之民眾，這便是轟動全國的莊廷鑨明史案。
小說的主人公韋小寶成長於揚州妓院麗春院，母親韋春花是院内妓女。十二三歲的韦小寶救了越獄犯茅十八一命，茅十八誇口要上京與「滿洲第一勇士」鰲拜決鬥，韦小寶便隨他北上。
兩人在京城遭尚膳監總管海大富擒進宮中。韋小寶暗中將海大富毒盲，把服侍他的小太監小桂子殺死後，冒充為小桂子以應付眼盲的海大富，助茅十八脫身。韋小寶受海大富命令，在宮中找尋《四十二章經》，無意中結識了自稱「小玄子」的康熙皇帝及建寧公主，成為好友，更助康熙生擒鰲拜。海大富憑着小寶與康熙比武的招式，推敲出殺死康熙生母孝康章皇后，以及孝献端敬皇后及其子榮親王等人的兇手正是太后，依照順治帝從前的命令，往取太后性命，激鬥後卻為太后所殺。而韋小寶從海大富與太后之間的對話中，得知康熙帝之父順治帝尚在人間。
韋小寶奉命去殺囚在康親王府中的鰲拜，竟遇上欲刺殺鰲拜的天地會一眾，韋小寶在混亂中殺死了鰲拜，之後被一眾天地會刺客擄走。天地會總舵主陳近南為平息誰人當上新任青木堂香主之爭論，以韋小寶殺死鰲拜為青木堂前任堂主復仇為由，收了韋小寶為徒，再讓他當上青木堂香主。之後天地會因南明正統問題與沐王府結怨，更把沐王府郡主沐劍屏綁走，送進韋小寶宮中住處收藏。韋小寶又救了沐劍屏的師姐、因入宮行刺康熙而受傷的方怡。太后欲殺韋小寶滅口，可是屢次派人對付不果。韋小寶既身處險境，原打算將海大富查得的秘密告知康熙後便偷走出宮，康熙反而派小寶到五台山打聽順治下落。韋小寶藉機將沐劍屏、方怡及其他失陷的沐王府刺客帶出宮外。
眾人在莊家避雨時，被與太后有不明關係的神龍教教眾擒下，韋小寶卻得在此隱居的明史案遺眷莊三少奶所救。莊三少奶為答謝韋小寶手刃了仇人鰲拜，把武功不俗的小丫頭雙兒相贈。
韋小寶在五台山清涼寺尋到出了家的順治帝，並告之海大富查出端敬皇后等人死亡之真相。此時喇嘛大舉來犯，幸得少林寺僧人及時出手阻止。韋小寶在回京覆旨途中，被方怡誘上神龍島，原來方怡、沐劍屏早已被逼入教。適逢神龍教內亂，韋小寶初識教主洪安通及教主夫人蘇荃，並剛巧協助他們將亂事擺平，於是成為神龍教中白龍使，奉命入宮繼續找尋《四十二章經》。
康熙得知順治在清涼寺，為掩人耳目，先派韋小寶到少林寺出家。路上，韋小寶及眾侍衛遭王屋派偷襲，由此認識了少女曾柔，韋小寶藉寶刀寶衣反制王屋派，卻又借賭局將他們釋放。
韋小寶剃度後，在寺外遇到來少林寺挑釁的阿珂，深深為其美貌傾倒。韋小寶後來轉往清涼寺當住持，大批喇嘛再次圍攻清涼寺，小寶施計帶領眾人逃出，剛好遇上康熙率眾前來。眾喇嘛被擒，而康熙父子得以相認。
康熙到達清涼寺，白衣尼九難前來行刺，韋小寶藉寶衣替康熙擋了九難一劍，自己卻被九難擄走。小寶花言巧語取得了九難信任，與九難潛入皇宮，得悉九難竟是前明長平公主。九難揭穿了太后原來是毛東珠假扮，真太后被她藏了起來。二人出宮，韋小寶發現阿珂竟是九難的徒弟，無奈阿珂卻傾情於台灣延平郡王鄭經的次子鄭克塽。
韋小寶回宮後，將假太后的秘密告知康熙，兩人救出了真太后。韋小寶奉旨送建寧公主到雲南嫁給平西王世子吳應熊，途中卻被建寧诱惑而与其私通。抵達雲南後，建寧更將吳應熊弄成太監。此時九難派阿珂行刺吳三桂，失手被擒，而韋小寶從陳圓圓口中得知阿珂是她與李自成的女兒。最後吳三桂為九難所制，眾人終於脅持著吳應熊離開了雲南。
返京後，康熙再派韋小寶出海剿滅神龍教，反被教主洪安通施計擒住。韋小寶得雙兒暗中救走，二人向北逃遁，竟闖至羅剎國在鹿鼎山建築的雅克薩城，更隨蘇菲亞公主同赴莫斯科，並助其發動政變奪權。最後韋小寶帶回羅剎國特使與清朝修好。
康熙讓韋小寶衣錦還鄉，得以回揚州與母親韋春花重聚。韋小寶此行又成功替康熙攏落了西藏桑結和蒙古葛爾丹，更在麗春院把阿珂、雙兒、曾柔、方怡、沐劍屏、蘇荃等六女强暴在大被里。回京途中遇到打算入宮行刺康熙的歸辛樹一家，韋小寶在天地會面前把皇宮佈局告訴了歸家，背後卻通報康熙加緊防衛，最後歸家三人力盡為宮中侍衛所殺。此時，康熙突然點破韋小寶在天地會的身份，並準備炮轟韋府，以殺天地會與沐家眾人。韋小寶藉建寧公主之助，逃脫並救出了眾人。
韋小寶再次被神龍教擒住，押回神龍島，豈料洪安通發現妻子蘇荃懷了韋小寶的孩子，為了掩飾，與神龍教中人互相殘殺致同歸於盡，祇得蘇荃倖免。大變後眾人轉往通吃島，台灣鄭家、天地會及施琅所領的大清水師先後追至。清廷水師被擊退後，陳近南為鄭克塽暗算身亡。
韋小寶在通吃島上過了數年無憂無慮的逍遙日子，清廷相繼平定三藩之亂與台灣鄭氏政權，康熙三番兩次派人召回韋小寶。因韦小宝有去过罗刹国并帮助过苏菲亚公主政变夺权，令其到東北出征羅剎國，以簽訂有利條約。事成後，知道小寶為天地會臥底的康熙開始用計逼小寶效忠，故意在聖旨中宣稱韋小寶殺害陳近南，引來天地會的會眾誤會，而小寶獲恩准回揚州探母，途中顧炎武等人來勸韋小寶率領起義反清。由於康熙與天地會已經鬧到都要逼韋小寶公開表態的地步，心煩意亂的韋小寶一怒之下決定將這些鳥事拋諸腦後，於是假裝全家遭到劫殺，攜了妻兒和母親到大理城隱居，兩不相幫不問世事。康熙不相信韋小寶輕易遇害，無奈屢次查訪均未果。
韋小寶向母親詢問自己父親是誰，韋春花說年輕時恩客頗多，漢滿蒙回藏都有，是標準的父不詳。

## 人物介紹

### 虛構人物
| 主角： - 韋小寶 七名夫人： - 建寧公主 - 沐劍屏 - 方怡 - 雙兒 - 蘇荃 - 曾柔 - 阿珂 | 宮中： - 海大富 - 多隆 - 張康年 - 趙齊賢 - 蕊初 天地會青木堂： - 李力世 - 關安基 - 祁彪清 - 玄貞道人 - 徐天川 - 風際中 | 沐王府： - 方怡 - 沐劍聲 - 柳大洪 - 吳立身 - 劉一舟 神龍教： - 教主洪安通 - 假皇太后毛東珠 - 瘦頭陀 - 胖頭陀 - 陸高軒 | 其他： - 茅十八 - 韋春花 - 楊溢之 - 李西華 - 陶紅英 - 莊三少奶 - 晦聰 - 澄觀 - 阿琪 - 胡逸之 | 《碧血劍》： - 九難（長平公主）(《碧血劍》中的阿九) - 馮難敵 - 歸辛樹 - 歸二娘 - 歸鍾 - 何惕守 |

### 歷史及傳說人物
| 朝廷： - 康熙（「小玄子」） - 孝莊文皇后 - 鰲拜 - 康親王 - 索額圖 - 行癡（順治帝） - 皇太后 - 孝康章皇后 - 建寧公主 | 天地會： - 陳近南 - 吳六奇 台灣延平王府： - 鄭克塽 - 馮錫範 | 文士： - 呂留良 - 黃宗羲 - 顧炎武 - 查繼佐 明史案： - 莊允誠 - 莊廷鑨 - 吳之榮 | 其他： - 葛爾丹 - 桑結 - 吳三桂 - 吳應熊 - 陳圓圓 - 李自成 | - 施琅 - 蘇菲亞公主 - 瓦西里·瓦西里耶維奇·戈里津 - 費岳多 - 趙良棟 - 張勇 - 王進寶 - 孫思克 |

### 《碧血劍》人物
《鹿鼎記》一些人物，原先已在金庸另一部作品《碧血劍》出現，如九難、馮難敵父子、陳圓圓、李自成、歸辛樹一家、何惕守等。

## 借用歷史
《鹿鼎記》的故事發生在清初，牽涉清朝朝廷與宮室。由於《鹿鼎記》是小說而非史實，當中不少情節所觸及的歷史事件，都在金庸的大膽創作下，重新呈現在讀者眼前。

### 明史案
康熙初年鰲拜專權，曾大興文字獄。湖州莊家編撰的《明書輯略》（明史）因使用明朝年號，被吳之榮告發，觸發「莊廷鑨明史案」，牽連甚廣。
吳之榮後來在揚州遭韋小寶構陷與吳三桂勾结，被帶到明史案各家寡婦面前處死。

### 提拔施琅
施琅在京遭到投閒，得韋小寶提拔，方為康熙起用，後來才能擔任征臺司令，消滅南明（明鄭）。
韋小寶後來以危言威脅施琅帶他到臺灣，又指點施琅如何阻止朝廷棄守臺灣。

### 羅剎國火槍手政變
韋小寶曾經參與羅剎國蘇菲亞公主叛亂。並協助她得到攝政女王大位（蘇菲亞即為後來彼得大帝同父異母姐姐）。韋小寶本身是一名文盲，政軍知識全來自戲曲。叛變之後，群臣反對蘇菲亞當女王，韋小寶想起康熙曾提過多爾袞與四大貝勒往事，於是建議蘇菲亞當攝政女王，更自比為「羅剎諸葛亮」。

### 釣魚島
第四十六回《千里帆檣來域外　九霄風雨過城頭》中，韋小寶離開自己一家居住過的小島通吃島後，把它改名「釣魚島」，書中並說「至於這釣魚島是否就是後世的釣魚臺島，可惜史籍無從稽考。若能在島上找得韋小寶的遺跡，當知在康熙初年，該島即曾由國人長期居住，且曾派兵五百駐紮。」

### 尼布楚條約
韋小寶參與雅克薩之戰取得勝利，之後仿效周瑜設計蔣幹的反間計，誘使羅剎國簽訂對大清的尼布楚條約。

### 事件年表
| 年份           | 西元 | 事件                            |
| -------------- | ---- | ------------------------------- |
| 清順治十一年   | 1654 | 康熙出生                        |
| 清順治十二年   | 1655 | 建寧公主出生                    |
| 清順治十三年   | 1656 | 曾柔出生 韋小寶出生 沐劍屏出生  |
| 清順治十八年   | 1661 | 鄭成功攻台 順治出家             |
| 清康熙元年     | 1662 | 鄭成功逝世 吳三桂絞死永曆帝     |
| 清康熙三年     | 1664 | 湯若望下獄                      |
| 清康熙五年     | 1666 | 尹香主被殺 韋小寶禪智寺採花受辱 |
| 清康熙七年     | 1668 | 韋小寶故事開始 ～ 鰲拜被擒      |
| 清康熙八年     | 1669 | 海大富死 ～ 韋小寶入神龍教      |
| 清康熙九年     | 1670 | 王屋派賭命 ～ 雲南賜婚          |
| 清康熙十年     | 1671 | 炮轟神龍島 ～ 遇蘇菲亞公主      |
| 清康熙十一年   | 1672 | 抵莫斯科 ～ 回中土              |
| 清康熙十二年   | 1673 | 三藩上奏撤藩 ～ 攻王屋派        |
| 清康熙十三年   | 1674 | 衣錦還鄉 ～ 韋銅鎚出生          |
| 清康熙十四年   | 1675 | 康熙立太子                      |
| 清康熙二十二年 | 1683 | 攻克台灣 ～ 出征羅剎            |
| 清康熙二十八年 | 1689 | 簽訂尼布楚條約 ～ 故事結束      |

## 小說回目及內容
《鹿鼎記》五十回回目，均集自查慎行《敬業堂詩集》中的對句。查慎行是金庸祖上同宗的清代文人。
| 回數       | 回目                          | 內容 |
| ---------- | ----------------------------- | --- |
| 第一回     | 縱橫鉤黨清流禍 峭茜風期月旦評 | 明史案；雪中奇丐；船中密洩。 |
| 第二回     | 絕世奇事傳聞裏 最好交情見面初 | 茅十八敵鹽梟，遇韋小寶；死約會；鷹爪子；遇沐王府白家中人；說《英烈傳》。 |
| 第三回     | 符來袖裏圍方解 椎脫囊中事竟成 | 抵北京，被執；毒海大富，殺死並冒充小桂子，救茅十八，化屍；太監賭局；偷食。 |
| 第四回     | 無跡可尋羚掛角 忘機相對鶴梳翎 | 摔跤比武，結識小玄子；練武功；賭局放債；尋《四十二章經》；鰲拜逼皇帝。 |
| 第五回     | 金戈運啟驅除會 玉匣書留想像間 | 喝止鰲拜；群太監練武；學新招；拿鰲拜，升首領太監；抄家，拜索額圖為兄，得匕首寶衣銀子，經呈太后。 |
| 第六回     | 可知今日憐才意 即是當時種樹心 | 海大富破臉；與太后對質，說順治出家、后妃王子之死；韋小寶偷聽；太后受傷，海大富被殺。 |
| 第七回     | 古來成敗原關數 天下英雄大可知 | 接任尚膳司；訪康親王，獲玉花驄；遇刺客闖牢，殺鰲拜，被擄；香主之爭，重遇茅十八。 |
| 第八回     | 佳客偶逢如有約 盛名長恐見無因 | 陳近南收徒，當青木堂香主；天地會述會務。 |
| 第九回     | 琢磨頗望成全壁 激烈何須到碎琴 | 授武，驅毒；得贓；徐天川白氏雙木之爭；風際中仿招；徐天川被擄；錢老闆送豬。 |
| 第十回     | 盡有狂言容數子 每從高會廁諸公 | 戲耍沐劍屏；康親王府作樂；結識吳應熊、楊溢之；盜經。 |
| 第十一回   | 春辭小院離離影 夜受輕衫漠漠香 | 太后欲殺人滅口；刺客入宮；救方怡；殺瑞棟得經。 |
| 第十二回   | 語帶滑稽吾是戲 弊清摘發爾如神 | 計殺太后手下太監；威脅太后；康熙悉破沐王府嫁禍吳三桂之計；結識多隆。 |
| 第十三回   | 翻覆兩家天假手 興衰一劫局更新 | 沐劍聲請客，救出徐天川；康熙使暗釋刺客；方怡發誓；殺董金魁；救吳立身、敖彪、劉一舟三人。 |
| 第十四回   | 放逐肯消亡國恨 歲時猶動楚人哀 | 見陳近南；沐王府拜訪；唐桂正統之爭，立約競殺吳三桂；李西華闖會；稟康熙行刺是沐王府所為；太后留韋小寶在身邊；柳燕押小寶取經反被殺；偷太后三部經書；陶宮娥傷太后，小寶殺假宮女。 |
| 第十五回   | 關心風雨經聯榻 輕命江山博壯遊 | 自揭假太監身份，述順治出家、太后曾殺多人；遣赴五台山尋順治；救沐劍屏、方怡出宮；藏五部經書；黑店陶紅英相救，認姑姑；《四十二章經》寶藏龍脈、及神龍教之秘。 |
| 第十六回   | 粉麝餘香銜語燕 佩環新鬼泣啼烏 | 劉一舟找晦氣；鬼屋避雨；神龍教咒語；章老三盤問；眾人失蹤。 |
| 第十七回   | 法門猛叩無方便 疑網重開有譬如 | 贈雙兒；喇嘛密函；佈施清涼寺；喇嘛大鬧搜人。 |
| 第十八回   | 金剛寶杵衛帝釋 雕篆石碣敲頭陀 | 制服巴顏、心溪、皇甫閣；會玉林；雙兒淚；言挑行癡；十八羅漢；「永不加賦」，托經書；胖頭陀擒小寶；石碣碑文。 |
| 第十九回   | 九州聚鐵鑄一字 百金立木招群魔 | 藏經；方怡邀遊；揚帆話身世；神仙島毒蛇；陸先生問文；背碑練字；教主召見。 |
| 第二十回   | 殘碑日月看仍在 前輩風流許再攀 | 青龍使施毒，洪夫人狐術；小寶平亂，當白龍使；尋經書；豹胎易筋丸；美人三招、英雄三招。 |
| 第二十一回 | 金剪無聲雲委地 寶釵有夢燕依人 | 取經面聖，述尋得順治，受命出家；初會建寧公主，互虐；拜康熙為師；寢宮充貝勒；降服太后；出使少林寺；當滿洲人。 |
| 第二十二回 | 老衲山中移漏處 佳人世外改妝時 | 離京；王屋派襲營，緣結曾柔；審元義方，誣吳三桂碰釘；少林寺剃度；二女鬧少林；澄觀辨招；苦思武功速成法；下鎮擺花酒，二女尋仇，塗妝脫困；練招不練功。 |
| 第二十三回 | 天生才士定多癖 君與此圖皆可傳 | 引澄觀出寺；抱女入禪房；毒誓娶老婆；澄觀逼招；用心練招；葛爾丹、昌齊、馬寶、藍衫女問罪少林；密旨遣赴五台山。 |
| 第二十四回 | 愛河縱涸須千劫 苦海難量為一慈 | 住持清涼寺；三千喇嘛圍山；三僧決自焚；易袍燒廟脫身；山下遇救兵；父子重逢；盡執喇嘛；白衣飛刺，和身擋劍，遭擒遠去。 |
| 第二十五回 | 烏飛白頭竄帝子 馬挾紅粉啼宮娥 | 取信神尼；拜煤山；夜闖禁宮，相認陶紅英，重回寧壽宮，聽經書秘密；建寧盜經；奪經書，回毒掌；毛東珠自曝假充太后；封皮揭秘；再遇綠衫女阿珂。 |
| 第二十六回 | 草木連天人骨白 關山滿眼夕陽紅 | 尋阿琪；追斬小惡人；喇嘛圍攻；隔板刺人；人棍；結伴鄭克塽；伴當捱打；蒙汗藥酒；連施詭計殺敵；棄毒經退敵。 |
| 第二十七回 | 滇海有人聞鬼哭 棘門此外盡兒嬉 | 拜九難為師；殺龜大會；天地會群雄戲鄭克塽；御前侍衛討債。 |
| 第二十八回 | 未免情多絲宛轉 為誰辛苦竅玲瓏 | 吳立身逼拜堂；寶珂成親；楊溢之裝蠻子；馮錫范救駕；回宮見康熙，計嫁建寧；揭穿假太后，肉團翻牆走；母子相見；一等子爵。 |
| 第二十九回 | 卷幔微風香忽到 瞰床新月雨初收 | 開棺取經；暗算陳近南；撒石灰；紅砂掌；康熙得知經書秘密；康親王求救；經送教主；獲贈子爵府；公主出嫁赴雲南；迷湯縛絆賜婚使。 |
| 第三十回   | 鎮將南朝偏跋扈 部兵西楚最輕剽 | 平西王迎駕；楊溢之遭毒手；計套罕帖摩；吳三桂勾結蒙藏羅剎神龍教；書房盜經；贈火槍。 |
| 第三十一回 | 羅甸一軍深壁壘 滇池千頃沸波濤 | 吳應熊救火遭閹；阿珂行刺吳三桂；催逼夏國相；誤救沐劍屏。 |
| 第三十二回 | 歌喉欲斷從弦續 舞袖能長聽客誇 | 庵堂會陳圓圓，訴母女身世；李自成現身；吳三桂圍庵；九難制賊；古往今來第一；李吳死拼；交易放人；阿珂怒去；沐王府甘拜下風。 |
| 第三十三回 | 誰無癇疾難相笑 各有風流兩不如 | 赤火堂報訊，家后堂接風；高手賭局；一劍無血，半劍有血；瘦頭陀鬥老叫化；李西華鬥李自成；鄉農鬥馮錫范；結拜胡逸之；掠阿珂而遁。 |
| 第三十四回 | 一紙興亡看復鹿 千年灰劫付冥鴻 | 縱放鄭克塽；江心披風雨；參見總舵主；林興珠說紅毛鬼；藏寶圖羊皮獻師父；吳六奇雙兒結拜；傳神行百變，九難不別而去；稟吳三桂勾結造反；審問罕帖摩；見南懷仁、湯若望；雙兒拼圖；試炮；命破神龍教，賜稱「巴圖魯」；施琅求見；施琅隨軍；傲慢大鬍子；坐鎮通吃島；救起瘦頭陀，說五龍門內鬥；進攻神龍島。 |
| 第三十五回 | 曾隨東西南北路 獨結冰霜雨雪緣 | 上船解方怡被擒；巧言騙教主；雙兒搭救；雪地北逃；抵達鹿鼎山。 |
| 第三十六回 | 犵鳥蠻花天萬里 朔雲邊雪路千盤 | 地道懷抱羅剎女；洪教主獻計取北京，說韋小寶來歷；隨赴莫斯科；西奧圖三世去世；彼得登位；蘇菲亞公主被囚；逼迫火槍營副隊長造反；搶錢搶女人；當女攝政王；伊凡、彼得並為沙皇。 |
| 第三十七回 | 轅門誰上平蠻策 朝議先頒諭蜀文 | 偕使臣回北京，與羅剎國修好；一等忠勇伯；三藩懇求撤藩；殿上群臣建議不許撤藩；暗示吳三桂造反；提拔趙良棟。 |
| 第三十八回 | 縱橫野馬群飛路 跋扈風箏一線天 | 吳應熊明賽馬，暗逃走事敗；收編張勇、王進寶及孫思克；奉旨赴揚州建造忠烈祠；司徒伯雷被殺；王屋派加盟；曾柔重敍。 |
| 第三十九回 | 先生樂事行如櫛 小子浮蹤寄若萍 | 慕天顏花棚前說芍葯；初見吳之榮；微服探老娘；麗春院驚遇阿珂；與桑結和葛爾丹結拜；神龍教暗算不果；六美大被同眠。 |
| 第四十回   | 待兔只疑株可守 求魚方悔木難緣 | 吳之榮文字獄重施故技；替顧炎武、查伊璜、呂留良解難；桑結、葛爾丹歸順。 |
| 第四十一回 | 漁陽鼓動天方醉 督亢圖窮悔已遲 | 吳之榮押京；歸鍾戲群雄；何惕守莊家使毒，歸辛樹一家被擒；錯殺吳六奇，歸氏內疚。 |
| 第四十二回 | 九重城闕微茫外 一氣風雲吐納間 | 擲骰子，定行刺；畫圖警示；吳三桂造反；亂指點，假太后、瘦頭陀遭殃。 |
| 第四十三回 | 身作紅雲長傍日 心隨碧草又迎風 | 康熙點破天地會身份；寡不敵眾，歸氏一家命喪；炮轟韋府；含淚刺殺多隆；公主來救；群豪偷龍轉鳳逃脫。 |
| 第四十四回 | 人來絕域原拼命 事到傷心每怕真 | 被洪教主擒獲；重回神龍島；洪夫人有孕；自相殘殺；遷移通吃島；師徒聚首；義釋施琅；陳近南遭鄭克爽暗算身亡；風際中自揭潛伏身份。 |
| 第四十五回 | 尚餘截竹為竿手 可有臨淵結網心 | 拒絕風際中勸說獻鄭克爽、謀天地會；雙兒鎗殺風際中；血立借據，容鄭克爽、馮錫范離去；定居通吃島，七美相伴；王進寶尋來，溫有方宣旨論功勞、講情義；韋虎頭、韋銅錘、韋雙雙出生；平定三藩，舊部屬先後立功。                                                                                           |
| 第四十六回 | 千里帆檣來域外 九霄風雨過城頭 | 平台灣；薦施琅有功進爵；林興珠講當年鄭成功打走紅毛鬼，收復台灣事蹟；以人心未定藉口進駐台灣；索額圖宣召回京征羅剎國。 |
| 第四十七回 | 雲點旌旗秋出塞 風傳鼓角夜臨關 | 君臣重聚；多隆未死；討債；出征羅剎國；捉放統帥圖爾布青；水炮攻破雅克薩城，凍斃圖爾布青。 |
| 第四十八回 | 都護玉門關不設 將軍銅柱界重標 | 修書蘇菲亞公主；羅剎國派出費要多羅和談；徉作偷襲尼布楚城，促成有利大清的尼布楚條約。 |
| 第四十九回 | 好官氣色車裘壯 獨客心情故舊疑 | 遭茅十八痛罵忘恩負義；奉命親自監斬茅十八；找鄭克爽晦氣；擄走馮錫范；法場上馮錫范掉包茅十八；雙兒向天地會澄清誤會。 |
| 第五十回   | 鶚立雲端原矯矯 鴻飛天外又冥冥 | 發現天地會仍有內奸；智解馮錫范失蹤之困；顧炎武、查繼佐、黃黎洲、呂留良游說帶領造反；假裝遇劫身亡；雲南歸隱。 |
| 附錄       | 康熙朝的機密奏                | 有關王鴻緒、李煦、李林盛的奏折。 |
|            | 後記                          | |

## 主線

### 《四十二章經》
《四十二章經》是一部佛經。滿清入關之初，在關內掠奪了大批珍寶，運到東北關外埋藏。又將寶藏地圖繪製在羊皮上，剪碎後藏入八部《四十二章經》之中，分別交給八旗旗主掌管。為免八旗子弟依賴寶藏為餘地，遇到漢人反抗不肯出力，故除國君外，餘下七旗旗主只能告訴後人經書牽涉滿清「龍脈」。但後來「寶藏」及「龍脈」之說均輾轉流傳於外，八部經書成了各方覬覦之物，海大富、假太后、陶紅英、神龍教教主、九難、西藏大喇嘛、康熙等皆欲得之。韋小寶、九難自陶紅英及假太后口中得知經書內幕，九難還發現地圖碎皮藏於經書封皮中。最終韋小寶集齊八部經書的地圖碎皮，委託雙兒砌好，得知藏寶處即為黑龍江畔的鹿鼎山，羅剎國雅克薩城正好坐落於該處。韋小寶雖然貪財，但因怕壞了好友康熙的龍脈，故一直沒有挖掘。
| 出現 | 原屬旗主             | 經書來歷                                                                 | 韋小寶獲書經過                     | 所終                                   |
| ---- | -------------------- | ------------------------------------------------------------------------ | ---------------------------------- | -------------------------------------- |
| 1    | 正白旗，旗主蘇克薩哈 | 鰲拜害死蘇克薩哈後佔為己有。鰲拜被抄家後，經書呈交了假太后。             | 從假太后床上暗格中偷走。           | 沒有交代。                             |
| 2    | 鑲黃旗，旗主鰲拜     | 鰲拜被抄家後，經書呈交了假太后。                                         | 從假太后床上暗格中偷走。           | 沒有交代。                             |
| 3    | 正紅旗，旗主康親王   | 王府武師齊元凱從王府佛堂中偷走。                                         | 從齊元凱收藏經書的屋頂瓦片下偷走。 | 經書交胖頭陀及陸高軒呈給神龍教主。     |
| 4    | 鑲紅旗，旗主和察博   | 假太后派侍衛副總管瑞棟去奪取。                                           | 殺死瑞棟後，從瑞棟身上搜出。       | 經書交胖頭陀及陸高軒呈給神龍教主。     |
| 5    | 鑲白旗，旗主不詳     | 旗主因罪，經書沒入宮中。順治賜了給董鄂妃，假太后害死董鄂妃後佔去。       | 從假太后床上暗格中偷走。           | 經書交康親王改裝成正紅旗經書呈給康熙。 |
| 6    | 正黃旗，天子         | 順治交韋小寶轉呈康熙。建寧公主從上書房偷走，交給假太后，旋即被九難奪去。 | 九難交給了韋小寶。                 | 經書撒上化屍粉後，讓桑結奪去。         |
| 7    | 鑲藍旗，旗主鄂碩克哈 | 神龍教中人將經書偷走。似由瘦頭陀帶進慈寧宮內。                           | 取自假太后的大櫃。                 | 改裝成正藍旗經書，與吳三桂的真本掉包。 |
| 8    | 正藍旗，旗主嘉坤     | 嘉坤在攻打雲南時陣亡，經書遭吳三桂吞沒。                                 | 從平西王府中調包偷走。             | 呈給太后在太廟中焚化。                 |

## 主題

### 反英雄
《鹿鼎記》的主角有別於之前金庸小說的主角。韋小寶是一個貪婪、好色、办事不择手段、慵懶的反英雄，並不會精湛的武功，而且詭計多端。他意外得了一件刀槍不入的寶衣。又從搜刮鰲拜遺物得了一把削鐵如泥的匕首。他之所以能到處逢凶化吉。靠的是到處拜師傅。危急時就靠這些師傅來解救他。還擅長施展化屍粉、蒙汗藥。

### 大中國主義取代大漢族主義
《鹿鼎記》繼承了《天龍八部》中對大漢族主義的質疑，並有所發展。在《射雕三部曲》等早期小說中，常有漢族抵抗其他民族，如女真族、蒙古族入侵的描寫。但《鹿鼎記》中的康熙帝雖然是滿族人，卻是一位有道明君。他智取鰲拜，同情台灣的災民，不信誣告反而稱讚黃宗羲寫的《明夷待訪錄》，為史可法設祠堂。他平定三藩、台灣，使俄國人也不敢肆意入侵，在“愛惜百姓，勵精圖治”上不輸於明朝的漢族皇帝。全書對他採取了歌頌的立場。而反清復明的勢力中，明鄭的鄭克塽更是庸碌霄小之徒。
小說結尾處寫韋春花與韋小寶的對話，揭示出韋小寶是一個民族身份不詳的人，其父親可能是漢滿蒙回藏諸族中的人，但不是外國鬼子。陳墨認為，這說明“韋小寶一方面是一個中國各民族的雜種，而另一方面他又是一個地地道道，貨真價實的純種中國人……韋小寶是中華民族的一個活的細胞，是中華民族民族性的一個象徵”。天地會眾人以“民族氣節”、“民族大義”來要求，可是這一切卻與韋小寶毫不相干。

### 人際關係
關於韋小寶的運氣，諸平認為，韋小寶運氣的主要來源是與康熙和陳近南的關係。在高度集權的社會中“一把手”能量無限，與其關係緊密便能得到很多人幫助。韋小寶“沒有正義感，沒有道德意識”，連講義氣也“打足了自己的小算盤”，因而能夠契合朝廷和江湖的行事規則。他很能“混”，擅長結黨營私，歸根結底在於他“有在妓院出生、長大的經歷”。
除此以外，康熙與韋小寶的友情發展亦值得令人留意。從二人小時候身份平等玩摔跤發展出深厚友情（並互稱小玄子和小桂子）﹐直到當韋小寶發現小玄子身份後，摔跤再也不敢出盡全力，到後期雙方友情更變質成為純粹的君臣關係。韋小寶一方面忠義兩難存；康熙亦面對友情與江山的抉擇，二人友情從此再回不到初相識時的純真。正正描寫著不少友情從兩小無猜到步進成人社會後的演變。
有评论认为鹿鼎记写尽了中国社会种种“混”的法则。韦小宝除了一张嘴之外一无所长，坑蒙拐骗种种恶劣道行展露无疑，然而最后功名利禄无所不有。金庸在后记中也写，他并不是要读者去学韦小宝的行径，而是通过这样一个角色展现社会的面貌。就像是看书的人并不会想要成为哈姆雷特、安娜·卡列尼娜或者是林黛玉一样。

## 評價
- 倪匡在《我看金庸小說》中說，新版《鹿鼎記》改動最少。並在「倪匡談金庸」中列《鹿鼎記》為金庸小說之最。

## 爭議

### 道德立場
書中韋小寶於第三十九回中，趁著蘇荃、方怡、雙兒、曾柔、沐劍屏、阿珂、毛東珠在昏迷之時對七人進行強制性行為。並且在發生此事之後，受害人反倒和韋小寶結為連理。
韦小宝做出了种种丝毫无视道德的行为。很多华人反而视韦小宝的为人处世之道为正宗。金庸本人认为读者不解其本意，社会影响太差，本想修改结局，让韦小宝家财散尽，老婆也全都离去。然而因读者反对声音过大而作罢，只是让他归隐。

### 劇情編排
蕊初為韋小寶入宮後第一個遇見且頗有好感的宮女，出場於假太后階段，為假太后身邊的一個小宮女，蕊初也很喜歡韋小寶，然而之後此角色即消失未有後續，似被遺忘。

### 不合理之处
《鹿鼎记》中，建宁公主社会地位显赫，却愿意嫁给市井出身，文盲且已有妻室的韦小宝，显然不合情理。韦小宝有七个如花似玉的妻子，每个妻子都爱他，忠贞于他，不争风吃醋。七个妻子“和谐共处”。然而在现实中，女性的嫉妒心理，对爱情通常伴随着占有欲和对伴侣的忠诚期望更何况七个妻子都是，使得这种在小说中被理想化的一夫多妻关系在现实中不可能存在。

## 影響
- 香港傳媒人劉天賜，把《鹿鼎記》中韋小寶的人物性格，作了詳盡的分析，寫出了《小寶神功》一書，後被對比現今辦公室政治生活的求生術。
- 台灣武俠小說四大天王之一的諸葛青雲，嘗試為《鹿鼎記》撰寫後篇，將韋小寶成長為韋大寶之後半生的熱鬧事跡，寫成《大寶傳奇》一書[5]。

## 譯本

### 英文
- ，(Abridged, only 28 chapters in 3 volumes) 閔福德（John Minford）翻譯，牛津大學出版社出版。

### 日文
- 德間書店於1996年10月至2004年3月間出版的金庸武俠小説集系列之一，全8冊，岡崎由美、小島瑞紀譯。

## 改編作品
《鹿鼎記》曾多次被改編成電視劇、電影、廣播劇、话剧、漫畫及電腦遊戲，當中和原著小說普遍存在不少差異，尤以電影改動為大。

### 電影
- 1983年，《鹿鼎記》，香港邵氏公司，導演華山，汪禹飾韋小寶，劉家輝飾康熙

- 1992年，《鹿鼎記》，《鹿鼎記2神龍教》，香港永盛電影，導演王晶，周星馳飾韋小寶，溫兆倫飾康熙

- 1993年，《正牌韋小寶之奉旨溝女》，香港藝能電影，導演柯受良，梁朝偉飾韋小寶，張衛健飾阿超／陳近南，葉玉卿飾建寧公主，吳雪雯飾阿霞，湯鎮業飾康熙

#### 微電影
- 2011年，《夢回鹿鼎記》，中國唐人影視，導演李國立，胡歌飾韋小寶（韋一），劉詩詩飾索菲亞[6]，吳奇隆飾康熙[7]，劉心悠飾建寧公主，林更新飾鰲拜[8]

#### 衍生劇
- 1978年，《少年遊》，38集，臺灣電視公司，夏玲玲飾陳小寶（韋小寶），游天龍飾林桐（康熙），李慧慧飾方蘭
- 2023年，《新四十二章》，24集，香港無綫電視，監製陳維冠，陳豪飾章經（康熙帝轉世），龔嘉欣飾朱螢嬌（鰲拜轉世），周嘉洛飾柯建寧（阿珂、建寧公主轉世），江嘉敏飾邵桂芝（韋小寶轉世）

### 電視劇
| 年份       | 1977年   | 1984年            | 1984年       | 1998年   | 2000年            | 2008年              | 2014年   | 2020年   |
| 名稱       | 鹿鼎記   | 鹿鼎記            | 鹿鼎記       | 鹿鼎記   | 小寶與康熙        | 鹿鼎記              | 鹿鼎記   | 鹿鼎記   |
| 電視台     | 佳藝電視 | 無綫電視          | 中國電視公司 | 無綫電視 | 無綫電視 八大電視 | 华谊兄弟            | 華策影視 | 新麗傳媒 |
| 地區       | 香港     | 香港              | 臺灣         | 香港     | 香港、臺灣        | 中國大陸            | 中國大陸 | 中國大陸 |
| 集數       | 50集     | 40集              | 17集         | 45集     | 40集              | 50集                | 50集     | 45       |
| 製作人     | 蕭笙     | -                 | 周遊         | -        | 王晶              | 張紀中              | -        | -        |
| 監製       | -        | 李添勝            | -            | 李添勝   | 潘文傑            | 王中磊 曉春         | 賴水清   | -        |
| 角色       | 演員     | 演員              | 演員         | 演員     | 演員              | 演員                | 演員     | 演員     |
| 韋小寶     | 文雪兒   | 梁朝偉            | 李小飛       | 陳小春   | 張衛健            | 黃曉明 童年：王成陽 | 韓棟     | 張一山   |
| 康熙       | 程思俊   | 劉德華            | 周紹棟       | 馬浚偉   | 譚耀文            | 鍾漢良 童年：史磊   | 魏千翔   | 張天陽   |
| 陳近南     | 白彪     | 曾江              | 謝屏楠       | 夏韶聲   | 鄭伊健            | 祝延平              | 何中華   | 王陽     |
| 沐劍屏     | 羅安琪   | 毛舜筠            | 應曉薇       | 鄺文珣   | 張茜              | 劉芸                | 吳倩     | 關芯     |
| 方怡       | 陳琪琪   | 劉嘉玲            | 周明慧       | 徐濠縈   | 麥家琪            | 劉孜                | 趙圓瑗   | 王祉萱   |
| 雙兒       | 李通明   | 周秀蘭            | 貝心瑜       | 陳少霞   | 吳辰君            | 何琢言              | 張檬     | 楊祺如   |
| 蘇荃       | 馬海倫   | 黃愷欣            | 林秀君       | 馮曉文   | 陳法蓉 （龍兒）   | 胡可                | 張馨予   | 朱珠     |
| 建寧公主   | 梁翠紅   | 景黛音            | 鄭學琳       | 劉玉翠   | 林心如            | 舒暢                | 婁藝瀟   | 唐藝昕   |
| 曾柔       | 李海敏   | 吳君如            | -            | 陳安琪   | 舒淇 （小金魚）   | 李菲兒              | 王雅慧   | 鍾麗麗   |
| 阿珂       | 花居冠   | 商天娥            | 陳玉玫       | 梁小冰   | 朱茵              | 應采兒              | 賈青     | 郭泱     |
| 海大富     | -        | 劉兆銘            | 陳慧樓       | 谷峰     | 吳孟達            | 華子                | 計春華   | 田雨     |
| 皇太后     | -        | 呂有慧            | 胡錦         | 程可為   | 陳法蓉            | 高遠                | 米雪     | 王秀竹   |
| 鰲拜       | -        | 關海山            | 林照雄       | 王俊棠   | 徐錦江            | 徐錦江              | 賴水清   | 劉天佐   |
| 多隆       | -        | 許紹雄            | -            | 艾威     | 黃一飛            | 胡東                | 劉永     | 劉超     |
| 九難       | -        | 陳嘉儀            | 于文惠       | 李麗麗   | 李菲              | 何佳怡              | 王婉娟   | 李淑桐   |
| 鄭克塽     | -        | 戴志偉            | 談學斌       | 郭耀明   | 鄭瑞曉            | 喬振宇              | 林江國   | 曾柯琅   |
| 馮錫范     | -        | 葉天行            | 王圻生 薛漢  | 郭德信   | 張春仲            | 于承惠              | 孟飛     | 王宏偉   |
| 吳三桂     | -        | 劉丹              | 黃永光       | 王偉     | 張振寰            | 圖門                | 馮進高   | 于榮光   |
| 吳應熊     | -        | 張志強            | 宋憲宏       | 戴志偉   | 卓凡              | 鍾亮                | 古斌     | 郭乙桓   |
| 洪安通     | 曹達華   |                   | 關洪         | 鮑方     | 陳觀泰            | 袁苑                | 盧勇     | 王德順   |
| 蘇菲亞公主 | -        | 狄寶娜·摩亞       | -            | 劉曉彤   | 佚名              | 凱瑞·貝里·布洛甘    | -        | -        |
| 茅十八     | 馬宗德   | 秦煌              | 劉林         | 秦煌     | -                 | 趙小銳              | 晉松     | 謝寧     |
| 韋春花     | -        | 白茵              | -            | 羅冠蘭   | 吳浣儀            | 馬羚                | 王琳     | 黃小蕾   |
| 李力世     | -        | 談泉慶            | -            | -        | -                 | -                   | -        | -        |
| 關安基     | -        | 關鍵              | -            | -        | -                 | -                   | -        | -        |
| 玄貞道人   | -        | 吳業光            | -            | 虞天偉   | -                 | 劉乃藝              | -        | 張喜前   |
| 徐天川     | -        | 白文彪            | -            | 鄭藩生   | 高天昊            | 楊念生              | 劉長生   | 蕭岱青   |
| 風際中     | 梁日成   | 江毅              | -            | 陳榮峻   | 趙中華            | 景崗山              | -        | 王翊豪   |
| 錢老本     | -        | 徐廣林            | -            | 蔡國慶   | 薛文成            | 李明                | -        | 寧小花   |
| 吳六奇     | -        | 楊澤霖            | -            | 李岡     | -                 | -                   | -        | -        |
| 索額圖     | -        | 焦雄              | 唐復雄       | 羅浩楷   | -                 | 譚非翎              | 李慶祥   | 周帥     |
| 康親王     | -        | 藍天              | 許文全       | 劉江     | -                 | 薛中銳              | -        | 魏健隆   |
| 瑞棟       | -        | 麥皓為            | -            | 邵卓堯   | -                 | 袁明                | -        | -        |
| 張康年     | -        | 梁鴻華            | -            | 鄧英敏   | -                 | 劉曉虎              | -        | 海洋     |
| 趙齊賢     | -        | 楊炎棠            | 林耀宗       | 楊炎棠   | -                 | -                   | -        | -        |
| 小桂子     | -        | 黃宗賜            | -            | 伍文生   | -                 | 蘇彥                | -        | -        |
| 蕊初       | -        | 劉淑儀            | -            | 汪琳     | -                 | 孫鋰華              | 范彩兒   | -        |
| 陶紅英     | -        | 蘇杏璇            | -            | 陳安瑩   | -                 | 韓月喬              | 譚琍敏   | 楊凱淳   |
| 沐劍聲     | -        | 李國麟            | -            | 李家強   | -                 | 王曉明              | 鄔立朋   | 陳鵬萬里 |
| 柳大洪     | -        | 譚一清            | 王俠         | 拓石文   | -                 | 陶吉新              | -        | -        |
| 吳立身     | -        | 劉國誠            | 李波         | 曹濟     | 付洪律            | 巴圖                | -        | -        |
| 劉一舟     | -        | 關禮傑            | 張漢伯       | 駱達華   | 楊佩              | TAE                 | -        | -        |
| 行癡       | -        | 劉江              | -            | 張國強   | 潘虹              | 李成儒              | 劉德凱   | 馬躍     |
| 行顛       | -        | 蘇漢生            | -            | 駿雄     | 張保金            | 周剛                | -        | 大慶     |
| 玉林       | -        | 孫季卿            | -            | 孫季卿   | 夏德生            | 董志剛              | -        | 鄧立民   |
| 晦聰       | -        | 尹靈光            | -            | -        | 曹家其            | 馬子俊              | -        | -        |
| 澄觀       | -        | 張英才            |              | 余子明   | 張春元            | 李軍                | -        | -        |
| 阿琪       | -        | 徐淑芳            | -            | -        | -                 | 李心彤              | -        | -        |
| 葛爾丹     | -        | 駿雄              | -            | 邱萬城   | -                 | 黃格選              | -        | -        |
| 桑結       | -        | 張雷              | -            | 羅君左   | -                 | -                   | -        | -        |
| 毛東珠     | -        | 黃文慧            | 胡錦         | 馬蹄露   | -                 | 高遠                | 王怡     | -        |
| 柳燕       | -        | 鄭少萍            | -            | 邱惠珍   | -                 | 李娜                |          |          |
| 鄧炳春     | -        | -                 | -            | 余英豪   | -                 | 周曉濱              | -        |          |
| 瘦頭陀     | -        | 朱剛 （高頭陀）   | -            | 黃仲匡   | 宋治國            | 秦衛東              | -        | 劉金     |
| 胖頭陀     | -        | 陳國權 （矮頭陀） | 朱少華       | 車保羅   | 譚健昌            | 顏冠英              | -        | 任玉翔   |
| 陸高軒     | -        | 俞明              | 樊日行       | 張漢斌   | -                 | 蘇茂                | -        | 魏子昕   |
| 楊溢之     | -        | 何廣倫            | -            | 博君     | -                 | 侯京健              | -        | 烏日根   |
| 陳圓圓     | 陳曼娜   | 商天娥            | -            | 梁小冰   | 朱茵              | 寧靜                | 賈青     | 甘婷婷   |
| 胡逸之     | -        | -                 | -            | -        | -                 | 張弓                | -        | -        |
| 李自成     | -        | 朱鐵和            | -            | 華忠男   | -                 | 陳之輝              | 蘇茂     | 王繪春   |
| 李西華     | -        | -                 | -            | -        | -                 | 喬羽                | -        | -        |
| 施琅       | -        | 郭鋒              | -            | 鄺佐輝   | -                 | 任保成              | -        | 張磊     |
| 趙良棟     | -        | -                 | 黃關雄       | 古明華   | -                 | 桑偉淋              | -        | -        |
| 吳之榮     | -        | 羅國維            | -            | 焦雄     | -                 | 札西                | -        | -        |
| 莊三少奶   | -        | 文潔雲            | -            | 文潔雲   | -                 | 高菲                | -        | -        |
| 歸辛樹     | -        | 胡智龍            | 孫樹培       | 羅莽     | 高木春            | 沈保平              | -        |          |
| 歸二娘     | -        | 梅蘭              | 林鳳琴       | 羅蘭     | -                 | 小香玉              | -        | -        |
| 歸鍾       | -        | 黃允材            | 白怡昕       | 陳勉良   | 陳福生            | 李澤鋒              | -        | -        |

### 廣播劇
- 《鹿鼎記》說書，1983年，佛山電台，張悅楷主講，231集，中國大陸。
- 《鹿鼎記》，2000年，香港電台，100集，香港。[10]
  - 主題曲《始終我係我》亦由陳奕迅主唱。
  - 《小寶神功一分鐘》，每集結尾環節，劉天賜主持，借故事情節說明人事關係及辦公室政治智慧。

| 主角 陳奕迅 飾 韋小寶 張璧賢 飾 雙兒 葉韻怡 飾 阿珂 羅嘉玲 飾 方怡 黃靜 (傳媒人) 飾 沐劍屏 彭 晴 飾 蘇荃 蔡嘉儀 飾 曾柔 羅敏莊 飾 建寧公主 伍曼儀 飾 韋春花 《碧血劍》 林友榮 飾 歸辛樹 丁 茵 飾 歸二娘 龍天生 飾 歸鍾 黃啟明 飾 馮難敵 林司聰 飾 何鐵手 孔祥卿 飾 九難師太 盧 雄 飾 李自成 朱曼子 飾 陳圓圓 武林同道 莫家駒 飾 茅十八 葉偉麟 飾 李西華 黎家希 飾 胡逸之 許綺文 飾 莊三少奶 譚翠蓮 飾 陶紅英 鄭曦暉 飾 阿琪 文士 余世騰 飾 顧炎武 鄭啟明 飾 黃宗羲 何國雄 飾 呂留良 李建良 飾 查伊璜 | 清朝 梁奕倫 飾 康熙皇帝 曾永強 飾 海大富 王祖藍 飾 滿洲力士 曾永強 飾 黑龍鞭史松 余世騰 飾 溫有方 王祖藍 飾 溫有道 鍾景輝 飾 鰲 拜 余世騰 飾 康親王傑書 林友榮 飾 索額圖 葉偉麟 飾 多隆 黎家希／蔡文軒 飾 趙齊賢 施介強／何國雄 飾 張康年 施介強 飾 神照上人 龍天生 飾 瑞棟 車森梅 飾 太后 姚秀鈴 飾 蕊初 鄭子誠 飾 順治皇帝 陳偉匡 飾 察爾珠 溫 泉 飾 湯若望 莫家駒 飾 南懷仁 熊良錫 飾 施瑯 鄭啟明 飾 大學士衛周祚 龍天生 飾 納蘭明珠 吳忠泰 飾 趙良棟 林廣滔 飾 王進寶 盧偉力 飾 慕天顏 鍾一鳴 飾 吳之榮 葉振邦 飾 佟國綱 平西王府 梁 天 飾 吳三桂 蔡浩樑 飾 吳應熊 陳偉匡 飾 夏國相 何國雄／陳偉匡 飾 楊溢之 何國雄 飾 巴朗星 | 天地會 潘志文 飾 陳近南 林友榮 飾 摩雲手吳大鵬； 何國雄 飾 雙筆開山王潭； 戴偉光 飾 玄貞道人 劉雪明 飾 李力世 施介強 飾 關安基 王祖藍 飾 樊綱 林友榮 飾 崔瞎子 何國雄 飾 祁彪清 譚漢華 飾 賈老六 鍾一鳴 飾 方大洪 劉雪明 飾 高彥超 溫 泉 飾 錢老本 陳炳球 飾 徐天川 李偉祥 飾 風際中 利耀堂 飾 馬超興 張志偉 飾 吳六奇 龍天生 飾 舒化龍 沐王府 黃啟明 飾 沐劍聲 鍾傑良 飾 白寒松 葉偉麟 飾 白寒楓 曾永強 飾 蘇岡 龍天生 飾 柳大雄 何國雄 飾 吳立申 莫家駒 飾 敖彪 阮德鏘 飾 劉一舟 王屋派 余世騰 飾 司徒鶴 翟耀輝 飾 五符道人 鍾一鳴 飾 元義方 |

| 其他 譚樹強 飾 心溪方丈 龍天生 飾 皇甫閣 葉偉麟 飾 巴顏喇嘛 蔡浩樑 飾 桑結喇嘛 翟耀輝／簡志行 飾 噶爾丹王子 黎家希 飾 昌齊喇嘛 莫家駒 飾 罕帖摩 郭秀雲 飾 蘇菲亞公主 戴偉光 飾 費要多羅（Fyodor Alexeyevich Golovin） 王祖藍 飾 圖爾布青（Alexeï Tolbouzine） | 神龍教 曾永強 飾 洪教主 林友榮 飾 陸高軒 周永坤 飾 胖頭陀 李建良 飾 瘦頭陀 車森梅 飾 毛東珠 貴花田 飾 柳燕 王祖藍 飾 鄧炳春 黃啟明 飾 章老三 余世騰 飾 黑龍使張淡月 何國雄 飾 赤龍使無根道人 龍天生 飾 白龍使鍾志靈 鍾一鳴 飾 青龍使許雪亭 黃啟明／譚樹強 飾 黃龍使殷錦 | 鄭氏台灣 曾永強 飾 鄭成功（第90回） 劉昭文 飾 鄭克爽 曾健明 飾 馮錫範 李建良 飾 都司林興珠 王祖藍 飾 守備洪朝 少林寺與清涼寺 鍾偉明 飾 玉林大師 溫 泉 飾 澄光方丈 周永坤 飾 知客僧 莫家駒 飾 行癲 李建良 飾 晦聰方丈 鍾一鳴 飾 澄觀 陳炳球 飾 澄心 |

### 话剧
- 2009年，上海话剧艺术中心出品的话剧，于首都剧场首演。导演：何念；编剧：宁财神；主演：韦小宝——郭京飞，建宁公主——钱芳，康熙——王勇、李佳航、郑恺、尹正，陈近南——杨皓宇。

- 2014年重排版。主演：韦小宝——包贝尔，建宁公主——海陆，康熙——魏千翔，陈近南——杨皓宇。

### 漫畫
- 《鹿鼎記》，彩色漫畫，區晴編繪，1984年，《明報》連載，400期，香港。[11]
- 《鹿鼎記》，黑白漫畫，主編林政德，2000年起，8集，台灣。結於韋小寶送沐劍屏、方怡出宮。
- 《鹿鼎記》，彩色漫畫，總監黃玉郎，美術總監司從劍僑，2006-2007年，玉皇朝出版，60冊，香港。結於韋小寶由雲南平西王府回京。
- 《鹿鼎記》，鳳凰娛樂

### 電腦遊戲
由《鹿鼎記》改編的電腦遊戲最早見於1994年，為台灣智冠科技開發的《鹿鼎記之皇城爭霸》，情節上對原著忠誠度較高，遊戲情節主要圍繞原著的前半部份，由韋小寶於揚州遇茅十八開始，直到金閣寺康熙父子團聚為止。遊戲運行於DOS平台，限於90年代中期較低的電腦普及率和DOS時代較為低劣的圖像品質，這款遊戲的影響力不高。
1999年，同樣由智冠科技開發的《鹿鼎記貳》上市。遊戲接續一代劇情結束的地方，從韋小寶護送建寧公主下嫁雲南平西王府吳應熊開始，一直到韋小寶收齊八部四十二章經退隱江湖結束。相較於一代，《鹿鼎記貳》的圖像品質有本質提高，畫風精緻，特別是戰鬥場面無縫融入了預處理過的三維FMV錄影，顯得華麗精彩，可謂達到90年代2D RPG遊戲的頂級水準。劇情上，《鹿鼎記貳》對原著改動較大，比如把韋小寶的妻子從原著的7位刪減到4位（曾柔，沐劍屏，方怡均有出場，但最終未成為韋小寶的妻子），且台詞和劇情方面加入了現代元素的笑料和典故，這些較為激進的變化，招致一些忠於原著玩家的反對。不論如何，《鹿鼎記貳》都是99-00年度紅極一時的熱門遊戲，當時在台灣和大陸均有不俗的銷量和較高的知名度。
2011年以《鹿鼎記》为名的网络游戏上线。据发行商搜狐暢遊称，这款3D网络游戏“歷時四年，耗資8000萬美金，由中、韓遊戲人聯合開發，為了還原金庸的武俠世界，邀請了仙劍奇俠傳系列導演監製遊戲劇情，數十位明星配音原著角色。武術招式全程由真人動作捕捉。”根据相关介绍，这款游戏不仅情节和原著几乎无关，杂糅了“玄幻”等原著根本不曾有的元素，知名度和流行程度也较低。不过截止到2020年，该游戏还处于在线运行状态。

### 多人有声剧
朗声图书 官方授权，云听独家制作出品，2023年2月上线。
演职人员 按出场顺序排列：
- 旁白、韦小宝：苏雨山
- 吕留良、澄光等：周健
- 顾炎武、晦聪方丈等：赵铭洲
- 黄宗羲、索额图等：常文涛
- 査继佐、海大富等：大象
- 吴六奇、神龙教主：刘琮
- 陈近南：郑希
- 茅十八、钱老本等：傅晨阳
- 韦春花、归二娘：祝敏
- 沐剑屏：徐佳琦
- 康熙：赵毅
- 鳌拜、葛尔丹等：巴赫
- 康亲王、刘一舟：刘思岑
- 太后、庄夫人：杨洁
- 关安基、李自成等：关帅
- 玄贞道人、赵齐贤：青琳昊
- 胡逸之、归钟等：胡霖
- 祁彪清、施琅等：李楠
- 马超兴、苏冈等：高旭东
- 高彦超、陆高轩：马语非
- 徐天川、风际中：苏阳林
- 白寒枫、多隆等：张占坤
- 吴应熊、胖头陀：张博恒
- 吴三桂、瘦头陀等：苗壮
- 方怡：妶耳
- 柳大洪、归辛树：任景行
- 双儿：张惠霖
- 柳燕、陶红英：周雨
- 苏荃：白杺瓒
- 建宁公主：李芷暶
- 曾柔、苏菲亚：周湘宁
- 阿珂：熊小小

参与出演：许倬旗、代康康、崔郅昊、黄玮等。
后期：麦天小果、一片叶子、燮流云
制作人：李梦雪
视觉：李力